# هادي أباد (قنبد قابوس)
هادي أباد (بالفارسية: هادی‌آباد) هي قرية تقع في غلستان في إيران. يقدر عدد سكانها بـ 684 نسمة .